# Parti arabe palestinien
 (avril 2017).
Si vous disposez d'ouvrages ou d'articles de référence ou si vous connaissez des sites web de qualité traitant du thème abordé ici, merci de compléter l'article en donnant les références utiles à sa vérifiabilité et en les liant à la section « Notes et références ».
Le Parti arabe palestinien (‘Al-Hizb al-'Arabi al-Filastini الحزب العربي الفلسطيني) est un parti politique palestinien créé par la famille Husseini en mai 1935. Jamal al-Husseini est le fondateur et le dirigeant du parti.

## Histoire
Le parti a été créé après la création par la famille Nashashibi du Parti de la défense nationale.
Le chrétien Emil Ghouri a été élu secrétaire-général du parti jusqu'à la fin du mandat britannique sur la Palestine en 1947.

## Objectif
Son objectif était l'indépendance de la Palestine, et la fin du mandat britannique sur le pays. Ils étaient pour la conservation du caractère arabe du pays, ils s'opposaient également au sionisme et souhaitaient des relations plus étroites entre la Palestine et les pays arabes.
C'était le plus grand et le plus important parti arabe de la Palestine.